# Ken Passmann
Ken Passmann (* 14. April 1985 in Krefeld) ist ein deutscher Eishockeytorwart, der seit 2009 beim EHC Krefeld Niederrhein unter Vertrag steht.

## Karriere
Ken Passmann spielte erst im Nachwuchs des Krefelder EV, wo er in der Saison 2000/01 im Kader des DNL-Teams stand. Während dieser Saison spielte er auch beim DNL-Team der Kölner EC Junghaien. In der nächsten Saison war er im Oberligakader der Ratinger Ice Aliens und spielte zugleich bei der dortigen Jugendmannschaft, bevor er im Sommer 2002 eine Förderlizenz der Krefelder Pinguine bekam.
Seitdem spielte er zusätzlich zur Spielerlizenz für die Krefeld Pinguine erst 2002/03 erneut im DNL-Team des Krefelder EV und anschließend ab 2003/04 beim Neusser EV in der Regionalliga Nordrhein-Westfalen, wo er zum besten Spieler der Saison gewählt wurde. In der Saison 2005/2006 spielte er zusätzlich zur Förderlizenz bei den Moskitos Essen in der 2. Bundesliga. Sein Vertrag in Krefeld lief bis 2006. Ab der Saison 2006/2007 spielte er zwei Spielzeiten lang bei den DEG-Metro-Stars II, wo er als Stammtorhüter maßgeblich am Aufstieg in die Regionalliga beteiligt war.
Seit der Saison 2008/09 spielt er für die Ratinger Ice Aliens in der Regionalliga. Von der Fachzeitschrift Eishockey News wurde er in dieser Saison auf den 2. Platz der besten Torhüter der Liga gewählt. Im Sommer 2009 kehrte Passmann in seine Heimatstadt zurück und unterschrieb einen Vertrag beim EHC Krefeld Niederrhein. Mit diesem spielte er jeweils ein Jahr in der sechsten und fünften deutschen Spielklasse sowie seit der Saison 2011/12 in der Oberliga West.

## Stationen als Spieler
- 2000/2001 Krefeld Pinguine (DNL),
- 2001/2002 Ratinger Ice Aliens (Oberliga),
- 2002/2003 Krefeld Pinguine (DEL) Förderlizenz,
- 2002/2003 Krefeld Pinguine (DNL),
- 2003/2004 Krefeld Pinguine (DEL) Förderlizenz,
- 2003/2004 Neusser EV (Regionalliga NRW),
- 2004/2005 Krefeld Pinguine (DEL) Förderlizenz,
- 2004/2005 Neusser EV (Regionalliga NRW),
- 2005/2006 Krefeld Pinguine (DEL) Förderlizenz,
- 2005/2006 Moskitos Essen (2. Bundesliga),
- 2006/2007 DEG Metro Stars (Verbandsliga),
- 2007/2008 DEG Metro Stars (Regionalliga NRW),
- 2008/2009 Ratinger Ice Aliens (Regionalliga NRW)

## Auszeichnungen
- 2004 wurde Ken Passmann vom Fachmagazin Eishockey News zum besten Spieler und besten Torhüter der Regionalliga NRW gewählt.

Von der NGZ wurde er in diesem Jahr bei der Wahl zum Sportler des Jahres 2004 auf Platz 2 gewählt.
- 2009 wurde Ken Passmann vom Fachmagazin Eishockey News auf den 2. Platz der besten Torhüter der Regionalliga NRW gewählt.